# Geodetiskt referenssystem
Ett geodetiskt referenssystem används för att ange punkter på marken i förhållande till jordytan, geoiden, ellipsoiden och/eller deras förändringar med tiden, ibland även deras förhållande till omgivande universum.
Till skillnad från i engelskan där begreppet delas upp i reference system, som är den teoretiska definitionen, och reference frame, som är systemet realiserat eller förverkligat som koordinater bestämda för punkter i ett stomnät, så används begreppet på båda delarna i Sverige, ofta även med ett visst sätt att ange koordinater, som till exempel fallet är med RT 90, som har en viss ellipsoid, koordinaterna på punkterna i stomnätet, samt utöver det även en viss kartprojektion, ett visst koordinatsystem och ett visst sätt att ange koordinater.

## Jordytan, ellipsoiden och geoiden
För att kunna ange höjden på en punkt måste man ha någon referens att utgå ifrån.   Inom dagens geodesi är framför allt tre ytor av stor betydelse. Förutom jordytan, är det ytorna på referensellipsoiden och geoiden.

### Geoiden
Geoiden är den tänkta kropp vars yta överallt på jorden håller sig på 0 meter över havet (vid ett medelvattenstånd), det vill säga geoiden är den referens som måttet meter över havet utgår ifrån. Observationsmässigt ska en geoid uppfylla att en lodlinje, motsvarande ett snörlod, alltid är vinkelrät mot geoidens yta; fysikaliskt innebär det att geoidytan är en ekvipotentialyta för gravitation plus centrifugalkraft, det vill säga en yta där varje punkt på ytan har samma tyngdkraftspotential. Geoiden påverkas av jordens densitet; där det finns mindre massa (i synnerhet ute på havet, eftersom vatten har betydligt lägre densitet än de flesta bergarter) så är gravitationsfältet lokalt svagare, vilket ger en liten ändring i ekvipotentialytans avstånd från jordens mitt. Detta gör den fysikaliska geoiden till en beräkningsmässigt väldigt komplicerad yta när hög precision efterfrågas.

### Referensellipsoiden
För en homogen, flytande och roterande kropp kommer geoiden att ha formen av en rotationsellipsoid – den buktar ut vid ekvatorn på grund av att centrifugalkraften där motverkar gravitationen, eller omvänt beskrivet så är geoiden tillplattad vid polerna – ett resonemang som Isaac Newton använde till att förutsäga att detsamma borde gälla för jorden. Även om jorden inte exakt stämmer in på dessa villkor är den tillräckligt lik för att geoiden ska vara nära en ellipsoid. Det gör det praktiskt att i beräkningar använda en överenskommen referensellipsoid, och sedan räkna om koordinater till geoiden genom att justera nollpunkten för höjd (i princip utifrån tabell). Vid kartframställning utgår man i regel från ellipsoidens yta vid arbete med kartprojektioner.
De mått som behöver fixeras för att beskriva en rotationsellipsoid är storaxel (diameter vid ekvatorn) och lillaxel (diameter pol till pol), men vanligast är att man anger halva storaxeln {\displaystyle a} (radie vid ekvatorn) och den inverterade avplattningen {\displaystyle 1/f} (som är ett förhållande mellan storaxeln och lillaxeln).

## Olika former av referenssystem
Ett referenssystem kan dels utgöra plana referenssystem, referenssystem i höjd, tredimensionella referenssystem, geoidmodeller som beskriver skillnaden mellan två eller flera andra referenssystem men huvudsakligen skillnaden mellan höjdsystem.  Utöver det finns även tyndkraftssystem som beskriver tyngdkraftsfältet.

### Plana system
Ett plant eller tvådimensionellt system är ett system av punkter och deras koordinater i plan.  De plana systemen bygger vanligtvis på triangelnät som togs fram genom att man mätte vinklarna mellan punkterna, längderna mellan några få av punkterna och gjorde astronomiska positionsbestämningar på några enstaka av punkterna.  Genom omfattande beräkningar kunde man sedan få fram koordinater för alla punkterna i nätet.
Vinklarna gav formen på nätet, längderna gav storleken och de astronomiska positionsbestämningarna gav den astronomiska nordriktningen, nätets placering på jordytan och även, om man gjort dem på tillräckligt många punkter, jordens krökning.
På senare år har satelliter mer och mer använts inom geodesin, framför allt GPS-satelliterna har gjort att man kan ha globala plana och tredimensionella referenssystem.

### Höjdsystem
Ett höjdsystem är ett system av höjdpunkter och deras höjd, H över medelhavsytan eller över geoiden.  Höjdsystemen har en utgångspunkt med en bestämd höjd, ofta en höjd över en vattenyta eller ett medelvattenstånd.  Man utgått ifrån den punkten när man sedan bestämt de andra punkternas höjder, ofta genom att man mätt höjdskillnaderna mellan dem genom avvägning.  Höjdsystemen är alltså kopplade till geoiden.

### Geoidmodeller
En geoidmodell är en beskrivning av geoidens höjd över ellipsoiden, geoidhöjden, N, beroende på var på jordytan man befinner sig.  Genom att lägga ihop geoidhöjden, N, och höjden över havet, H, får man höjden över ellipsoiden, ellipsoidhöjden, h = N + H.  En geoidmodell är alltså en koppling mellan en viss ellipsoid och ett visst höjdsystem eller en viss geoid.  Vid till exempel höjdmätning med GPS är det, då den tekniken ger höjder över ellipsoiden, därför mycket viktigt att man använder rätt geoidmodell för att man skall få rätt höjder.

### Tredimensionella system
I tredimensionella system använder man antingen geocentriska kartesiska koordinater, X, Y, och Z-koordinater i ett treaxligt rätvinkligt koordinatsystem med origo i mitten på en referensellipsoid eller i tyngdpunkten på en geoid, eller geodetiska koordinater, som utgår ifrån en referensellipsoid, med latitud, φ, longitud, λ, och ellipsoidhöjd, h.

### Tyngdkraftssystem
Består av punkter med en bestämd tyngdkraftspotenial, eller tyngdacceleration, och används vid bestämningar av geoider och höjdsystem.

## Förändringar med tiden
På grund av kontinentalplattornas rörelser, landhöjning, tidvatten och liknande fenomen kan punkterna i ett referenssystem röra sig förhållande till varandra.  Det blir tydligt framför allt i de tredimensionella globala referenssystemen.  Referenssystem kan därför vara beräknade för punkternas läge vid en viss tidpunkt, en viss epok.

## Geodetiskt datum
I den klassiska definitionen av ett geodetiskt datum har man för en fundamentalpunkt fastställt  latitud, longitud, geoidhöjd, lodavvikelsekomponenter och en asimut för riktningen mot norr från denna punkt, samt referensellipsoidens storlek och form. Lägesangivelse ges i två dimensioner antingen som geodetiska koordinater φ och λ eller som plana koordinater X och Y. Höjden ges i ett separat endimensionellt höjdsystem. I engelskan förekommer begreppen horizontal datum och vertical datum.

## Skillnader mellan svenska och engelska begrepp

### Engelskans "reference frame" och "reference system"
I engelskan gör man en ofta en uppdelning mellan "reference system", som är en teoretisk definition av ett referenssystem, och "reference frame", som är en realisering av den teoretiska definitionen i form av punkter i ett geodetiskt stomnät som getts koordinater och/eller höjder beräknade i ett visst referenssystem.  I svenskan finns alltså inte den uppdelningen.

### Engelskans "geodetic datum"
Engelskans närliggande begrepp "geodetic datum" är inte alltid direkt överförbart till svenskan. I regel definieras begreppet som de parametrar som beskriver en referensellipsoid och hur ett koordinatsystem är relaterat till den, men ibland ingår till skillnad från i svenskan även ett stomnät i begreppet, men om det är man oeniga.

#### Några definitioner av "geodetic datum"
Några av de definitioner av "geodetic datum" som förekommer och de organisationer som står för de olika definitionerna:
- I Storbritannien (Ordinance Survey):[8]
  - "Parametrar som definierar koordinatsystem för hela eller delar av Jorden.
- I USA (National Geodetic Survey) antingen:[6]
  - "Konstanter som specificerar ett koordinatsystem som används för geodetisk kontroll, det vill säga för beräkning av koordinaterna för punkter på jordytan."
  - "Datumet, definierat som ovan tillsammans med koordinatsystemet och alla punkter och linjer vilkas koordinater, längder och riktningar blivit bestämda genom mätningar eller beräkningar."
- I Irland (Ordnance Survey Ireland):[9]
  - "Det finns många ellipsoider på vilka positioner kan anges. Storleken, formen och läget på en ellipsoids referenssystem i förhållande till det intressanta området är ganska godtagbart, och är bestämt på olika sätt på olika delar av jorden.  Parametrarna som definierar ett sådant referenssystem är känt som ett geodetisk datum."
- I Nya Zeeland (Land Information New Zealand):[10]
  - "Ett geodetiskt datum är en krökt referensyta som används för att ange detaljers positioner konsekvent.  Vi definierar ett geodetiskt datum genom att specificera en referensellipsoid, positionen (latitud och longitud) på en ursprungspunkt och en azimut från den.  Ett geocentriskt datum är ett specialfall då jordens tyngdpunkt är definierad som ellipsoidens centrum. Det är en förenklad matematisk representation av jordens storlek och form."

### Fotnoter
1. ↑  ”Referenssystem”. Lantmäteriet. http://www.lantmateriet.se/Kartor-och-geografisk-information/GPS-och-geodetisk-matning/Referenssystem/. Läst 28 december 2012.
2. 1 2  ”Geoiden”. Lantmäteriet. http://www.lantmateriet.se/Kartor-och-geografisk-information/GPS-och-geodetisk-matning/Referenssystem/Geoiden/. Läst 28 december 2012.
3. ↑  ”Höjdsystem”. Lantmäteriet. http://www.lantmateriet.se/Kartor-och-geografisk-information/GPS-och-geodetisk-matning/Referenssystem/Hojdsystem/. Läst 28 december 2012.
4. ↑  ”Tredimensionella system”. Lantmäteriet. http://www.lantmateriet.se/Kartor-och-geografisk-information/GPS-och-geodetisk-matning/Referenssystem/Tredimensionella-system/. Läst 28 december 2012.
5. 1 2  ”Tredimensionella system - Fördjupning”. Lantmäteriet. http://www.lantmateriet.se/Kartor-och-geografisk-information/GPS-och-geodetisk-matning/Referenssystem/Tredimensionella-system/Fordjupning/. Läst 28 december 2012.
6. 1 2  ”Frequently Asked Questions about the National Geodetic Survey – What is a geodetic datum?” (på engelska). National Geodetic Survey. 10 mars 2009. http://www.ngs.noaa.gov/faq.shtml#WhatDatum. Läst 18 juli 2009.
7. ↑   (på engelska) (pdf) A guide to coordinate systems in Great Britain (version 1.9). Ordinace Survey. mars 2008. sid. 15, fotnot 5. Arkiverad från originalet den 15 juli 2009. https://web.archive.org/web/20090715181611/http://search.ordnancesurvey.co.uk/cs.html?charset=iso-8859-1&url=http%3A%2F%2Fwww.ordnancesurvey.co.uk%2Foswebsite%2Fgps%2Fdocs%2FA_Guide_to_Coordinate_Systems_in_Great_Britain.pdf&qt=geodetic+datum&col=osweb&n=2&la=en. Läst 18 juli 2009 Arkiverad 15 juli 2009 hämtat från the Wayback Machine.
8. ↑  ”Ordnance Survey glossary”. Arkiverad från originalet den 12 november 2008. https://web.archive.org/web/20081112165503/http://www.ordnancesurvey.co.uk/oswebsite/aboutus/reports/misc/glossary.html.
9. ↑  ”Reference information – Geodetic Datum” (på engelska). Ordnance Survey Ireland. Arkiverad från originalet den 11 september 2009. https://web.archive.org/web/20090911204212/http://www.osi.ie/en/alist/reference-information.aspx?article=e8f870b3-93e5-44bc-9394-26370f898608. Läst 18 juli 2009.
10. ↑   (på engelska) (pdf) Where in the World Are We? – A technical guide to datums and projections in New Zealand. Land Information New Zealand. augusti 2008. Arkiverad från originalet den 26 maj 2010. https://web.archive.org/web/20100526180918/http://www.linz.govt.nz/docs/topography/projects-and-programmes/newsletter/witwaw.pdf. Läst 18 juli 2009 Arkiverad 26 maj 2010 hämtat från the Wayback Machine. Rekommenderas för den som vill fördjupa sig i ämnet.